# Masteria petrunkevitchi
Masteria petrunkevitchi – gatunek pająka z rodziny Dipluridae i podrodziny Masteriinae. Występuje endemicznie na Portoryko.

## Taksonomia
Gatunek ten opisany został po raz pierwszy w 1965 roku przez Arthura Mertona Chickeringa pod nazwą Accola petrunkevitchi. Jako lokalizację typową wskazano Mayagüez na Portoryko. Epitet gatunkowy nadano na cześć Aleksandra Pietrunkiewicza, który samicę tego gatunku błędnie zidentyfikował w 1929 roku jako Accola spinosa. Do rodzaju Masteria omawiany gatunek przeniesiony został w 1979 roku przez Roberta Ravena.

## Morfologia
Pająk o ciele długości od 3 do 3,9 mm. Karapaks jest u samca żółty, a u samicy jasnobrązowy. Ośmioro oczu rozmieszczonych jest dwóch szeregach. Oczy pary tylno-środkowej leżą nieco bardziej z przodu niż pary tylno-bocznej. Szczękoczułki mają 11 ząbków na przedniej krawędzi bruzdy i 12 mniejszych ząbków w nasadowo-środkowej części bruzdy. Sternum u samca jest białawe, a u samicy jasnobrązowe. Odnóża samca są żółte, a samicy jasnobrązowe. Kolejność par odnóży od najdłuższej do najkrótszej to: IV, I, II, III. Odnóża pierwszej pary samca mają golenie bez pierwszego wyrostka prolateralnego oraz z zaopatrzonym w silny kolec szczytowy drugim wyrostkiem prolateralnym i z zaopatrzonym w pęknięty kolec szczytowy trzecim wyrostkiem prolateralnym. Nadstopia pierwszej pary samca mają spłaszczony kolec nasadowy oraz wgłębienie nasadowe. Opistosoma (odwłok) u samca jest z wierzchu biaława, a od spodu żółta, u samicy zaś cała jasnobrązowa. Genitalia samicy zawierają dwie jednopłatowe, krótkie, kulistawe spermateki z gęstym nasadowym regionem gruczołowym, dalej rozstawione niż u M. manauara i M. sabrinae. Nogogłaszczki samca mają od dwóch do trzech razy większą od cymbium goleń z szeregiem kolców brzusznych i grupą 15 kolców nasadowych, dłuższe niż szerokie cymbium z czterema kolcami szczytowymi oraz wydłużony bulbus z krótkim tegulum i półtorakrotnie od niego dłuższym, delikatnie zakrzywionym embolusem.

## Rozprzestrzenienie
Gatunek neotropikalny, karaibski, endemiczny dla Portoryko w archipelagu Wielkich Antyli.